# Rosyjsko-Amerykańska Kompania Handlowa
Rosyjsko-Amerykańska Kompania Handlowa – spółka akcyjna działająca w latach 1799–1871, zajmująca się handlem na terenie rosyjskich kolonii w Ameryce.

## Historia
W 1741 roku na Alaskę dotarła ekspedycja dowodzona przez duńskiego żeglarza w służbie carskiej Vitusa Beringa i Rosjanina Aleksieja Czirikowa. Po dotarciu do brzegów obecnej Alaski marynarze, którzy wylądowali na brzegu, zginęli. Wyprawa z trudem wróciła na Kamczatkę, która stała się bazą wypadową dla kolejnych wypraw. Wyprawy handlowe sporządzały mapy cząstkowe. W 1745 roku w wydanym Atlasie rosyjskim Alaska nosiła nazwę Russian Possesions. W 1784 roku Grigorij Szelichow z Rylska założył pierwszą stałą osadę na wyspie Kodiak i nadał jej nazwę Port Trzech Świętych. Stał się on ośrodkiem rosyjskiej kolonizacji. Wkrótce Szelichow uznał go za zbyt mały i założył nową osadę o nazwie Sławorossija. Szelichow połączył wszystkie rosyjskie grupy handlowe tworząc Zjednoczoną Amerykańską Kompanię. Po śmierci Szelichowa Kompanię wspierał jego zięć Nikołaj Riezanow pełniący funkcję sekretarza carycy Katarzyny II, a od 1808 roku z wyboru akcjonariuszy patrona Kompanii. Przyczynił się on do powstania Rosyjsko-Amerykańskiej Kompanii Handlowej, która została zatwierdzona w 1799 roku ukazem Pawła I. Wchłonęła ona istniejące spółki i stała się monopolistą w handlu na terenie rosyjskich kolonii w Ameryce. Kompania miała wyłączne prawo do handlu, nawigacji, odkrywania nowych ziem, przemysłu i rozwoju zasobów mineralnych w całej rosyjskiej Ameryce. Kapitał spółki wynosił 724 tys. rubli i został podzielony na udziały. Dodatkowo sprzedano 1000 udziałów. Główną siedzibą Kompanii był Irkuck. Kompanią zgodnie z ukazem zrządzało 4 dyrektorów, w tym jeden przedstawiciel rodziny Szelichowów. Głównym dyrektorem został wybrany podczas walnego zebrania drugi zięć Szelichowa Michaił Matwiejewicz Bułdakow. Oprócz niego wybrano jeszcze trzech irkuckich kupców. Ponieważ zaraz po wyborach doszło do sporów pomiędzy dyrektorami, ukazem z 19 października 1800 roku siedziba Kompanii została przeniesiona do Petersburga. Bułdakow zachował swoje stanowisko (funkcję tę pełnił do 1827 roku), a w miejsce irkuckich wybrano miejscowych kupców. Od 1808 roku do 1813 na czele Kompanii stoi tylko dwóch dyrektorów. W grudniu 1813 roku z inicjatywy dyrektorów Kompanii powołano Radę Specjalną Kompanii Rosyjsko-Amerykańskiej, składającą się z trzech prominentnych udziałowców, która stała się pośrednikiem pomiędzy Kompanią a rządem. W 1819 roku wygasały nadane Kompanii na 20 lat przywileje i należało opracować nowy statut. Nowy nadany w 1821 roku rozszerzył uprawnienia spółki, ale też narzucił kontrolę państwa nad nią. Firma musiała zdać rządowi sprawozdanie ze swojej działalności, a nadzór sprawował minister finansów. Kolejny statut firma otrzymała dopiero w 1844 roku, pomimo podjęcia starań o jego nadanie już w 1840. Wybrano wtedy nowy zarząd, na czele którego stanął Ferdinand von Wrangel, a w 1850 roku zastąpił go generał Władimir Politkowski. W 1866 roku zastąpił go Jegor Jegorowicz Wrangel.
Głównym zarządcą Rosyjskiej Ameryki w latach 1790–1818 był Aleksander Baranow. Na początku XIX wieku Riezanow próbował zawrzeć porozumienie z hiszpańskim gubernatorem Kalifornii w celu zapewnienia odpowiedniego zaopatrzenia dla kolonii. W 1808 roku Baranow przejął Nowy Archangielsk, osadę założoną na terenach należących do Indian z plemienia Tlingit i przekształcił w siedzibę miejscowego zarządu Kompanii. W 1812 roku z inicjatywy Baranowa powstało w Kalifornii osiedle Fort Ross, które miał być rosyjskim przyczółkiem w cieplejszych obszarach Ameryki i punktem handlowym dla Kompanii. W 1865 roku car włączył Kompanię do ministerstwa spraw morskich. 30 marca 1867 roku Alaska została sprzedana Amerykanom za nieco ponad 7 mln dolarów. Minister finansów nakazał z tego powodu zwołanie walnego zgromadzenia, które wybrało 5 dyrektorów odpowiedzialnych za likwidację Kompanii. Na ich czele stanął Jegor Wrangel. Dyrektorzy zajęli się sprzedażą majątku, wypłatą odszkodowań i rozliczeniami z udziałowcami. Zwołane na 11 kwietnia 1871 roku walne zgromadzenie podjęło decyzję o rozwiązaniu zarządu, a 4 maja 1871 roku specjalnym ukazem został on zlikwidowany.

## Waluta

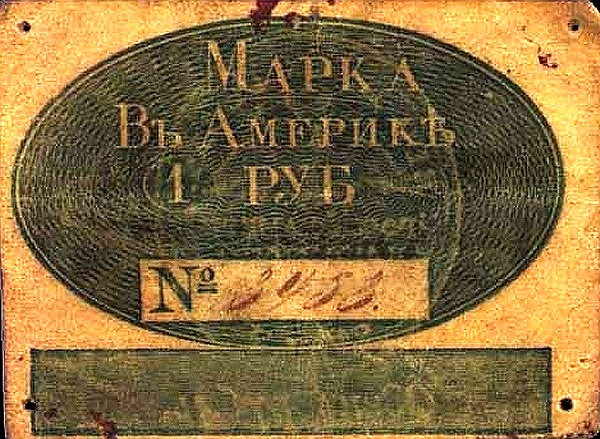
1 rubel – marka kompanii rosyjsko-amerykańskiej

Na początku XIX wieku Kompania zaczęła wydawać własne pieniądze. Ponieważ brakowało papieru i metalu, zarząd firmy do ich wykonania użył skór. W 1816 roku pojawiły się pieniądze wydrukowane na pergaminie ze skór fok i jeleni. Był to prostokąt, który na awersie miał owalną pieczęć Kompanii, a po drugiej stronie nominał. W owalnej rozecie znajdował się tam napis cyrylicą „Marka w Amerik”, poniżej nominał, numer seryjny oraz podpis kasjera firmy. W przypadku marek o tym samym nominale zastosowano jeden kolor, podobny do rosyjskich banknotów cesarskich. Na przykład skórzana 5 rublówka była niebieska, 10 rublówka była czerwona, a 25 rublówka o największym nominale – fioletowa. Wydawano również znaczki o nominałach 10, 25 i 50 kopiejek. Niestety marki dość szybko ulegały zużyciu. W 1826 roku kolejną emisję wykonano z grubszej skóry. W kolejnych latach miały miejsce kolejne emisje skórzanych pieniędzy. Marki emitowano czterokrotnie: w 1816 roku na kwotę 42 tysięcy rubli, w 1826 roku na kwotę 30 tysięcy rubli, w 1834 roku na 30 tysięcy rubli i w 1852 roku na 80 tysięcy rubli. Za każdym razem stare marki z poprzedniej emisji miały być wycofywane z obiegu, ale Kompania tego nie robiła. Pieniędzmi płacono pracownikom, kupcom i myśliwym dostarczającym futra. Można je było wymienić na towary wyłącznie w sklepach prowadzonych przez Kompanię, kupując dostarczane towary w ustalonych przez nią cenach.
Po sprzedaży Alaski skórzane pieniądze przestały być środkiem płatniczym, a stały się rarytasem kolekcjonerskim. W 2018 roku 10 kopiejek sprzedano za 650 tysięcy rubli. Obywatele Rosji mogli wymienić marki na ruble. Po wymianie zostały one zniszczone. Zachowały się tylko te egzemplarze, które pozostały w rękach mieszkańców Alaski. 4 eksponaty posiada w swoich zbiorach Ermitaż i 15 w Państwowe Muzeum Historyczne w Moskwie, około 20 znajduje się w prywatnych kolekcjach w Finlandii, Kanadzie, USA i na terenie dawnego ZSRR.

Flaga Kompanii

## Flaga
Ukazem z 1806 roku wydanym przez Aleksandra I rosyjsko-amerykańsko Kompania miała prawo do własnej flagi. Pod własną banderą pływały statki Kompanii. Organizowano ekspedycje, których zadaniem było badanie i odkrywanie nowych terenów oraz wyprawy dookoła świata. Flaga jest wywieszana przez Amerykanów w dawnym Nowoarchangielsku (obecnie Sitka) i Fort Ross w północnej Kalifornii podczas rocznic wydarzeń historycznych związanych z rosyjskim okresem w historii.